# اوتو تولنای
اوتو تولنای (مجاری: Ottó Tolnai؛ زادهٔ ۵ ژوئیهٔ ۱۹۴۰) نویسنده، شاعر و مترجم مجارستانی برنده جایزه کشوت است. او یکی از برجسته‌ترین شخصیت‌های ادبیات مجاری در جهان است. آثار او به آلمانی، فرانسوی و صربی ترجمه شده است.
او در سال ۲۰۲۳ برندهٔ جایزه جشنواره بین‌المللی ادبیات ویله‌نیتسا شد.